# Tetraloniella tethepa
Tetraloniella tethepa là một loài Hymenoptera trong họ Apidae. Loài này được Eardley mô tả khoa học năm 2001.